# На крыльях любви
«На крыльях любви» (исп. Por todo lo alto) — венесуэльский телесериал 2006 года. Главные роли сыграли Марианела Гонсалес и Винстон Валенилья. Также в сериале приняли участие Роксана Диас, Эдуардо Ороско, Амбар Диас, Жан Карло Симанкас и Херонимо Хиль. Это история о трех девушках, которые мечтают о том, чтобы занять свое место в мире, которым традиционно правят мужчины: в мире авиации. Сериал был показан в России в 2007 году. Дословно исп. Por todo lo alto переводится как «На высоком уровне», однако в России сериал известен под названием «На крыльях любви». В англоязычном прокате сериал носит название англ. «Wings of love» «Крылья любви».

## Сюжет
Сюжет истории начинается в аэропорту «Сан Мигель Архангель». Главными героинями являются три девушки, мечтающие работать в авиации.
Анабела Маркано работает стюардессой, но не оставляет надежду стать пилотом, как её покойный отец, погибший в таинственной авиакатастрофе. Хотя её мать и отчим, который является хозяином авиакомпании «Карибские крылья», стараются отговорить от этого решения. Мать настаивает, чтобы Анабела поступила в университет и получила другую профессию. Анабела решает сбежать из дома с Умберто Лусардо, одним из пилотов авиакомпании. Парень зовет её замуж и обещает, что научит её управлять самолетом.
Вторая героиня — это Морана, амбициозная и изворотливая девушка, которая является начальницей всех стюардесс в компании «Карибские крылья». Никто не знает о том, что Морана — это сестра Умберто. И в то же время Морана является любовницей и осведомителем Игнасио Урикиага, главы авиакомпании «Рысь», которая является конкурентом «Карибских крыльев».
Третья девушка — это Дульсе Мария Идальго. Она живёт в небогатом пансионе и мечтает работать авиамехаником авиакомпании «Рысь». Это бойкая и сильная девушка с мужским характером. Хозяин авиакомпании «Рысь» настаивает на том, чтобы его сын Альсидес тоже стал пилотом, и ему безразлично, что парень панически боится высоты и мечтает заниматься музыкой. Дульсе Мария влюбляется в Альсидеса после того, как она сорвала ему первое практическое занятие на самолёте.
Анабела мечтает выйти замуж за Умберто, но в день свадьбы парня задерживает сотрудник службы безопасности аэропорта Рубен Алегрия. Выясняется, что Умберто тайком провозит наркотики, пользуясь тем, что багаж экипажа не досматривается. Свадьба Анабелы и Умберто срывается, и девушке предстоит узнать много нового и неприятного о своем женихе. И Анабела даже не догадывается, что её с Рубеном объединяет одна мечта — стать пилотами.

## Актёры
- Марианела Гонсалес — Анабела Маркано
- Винстон Валенилья — Рубен Алегрия
- Роксана Диас — Морана
- Херонимо Хиль — Альсидес Урикиага
- Амбар Диас — Дульсе Мария Идальго
- Жан Карло Симанкас — Игнасиo Урикиага
- Мариалехандра Мартин — Дивина Алегрия
- Даниэль Альварадо — Бьенвенидо Алегрия
- Рикардо Бьянки — Томас Торрес
- Эйлин Селесте — Виктория Торрес
- Луис Херардо Нуньес — Артуро Алькантара
- Марлене Маседа — Лусия Алькантара
- Маргарита Эрнандес — Виолета Урикиага
- Эстефания Лопес — Крус Алегрия
- Кармен Алисия Лара — Селия Алегрия
- Эдуардо Ороско — Умберто[4]